# Liste der denkmalgeschützten Objekte in Mutěnín
Grundlage dieser Liste der denkmalgeschützten Objekte in Mutěnín ist die ÚSKP-Liste (Ústřední seznam kulturních památek České republiky, deutsch Zentrale Liste der Kulturdenkmäler der Tschechischen Republik), die von der tschechischen Denkmalschutzbehörde NPÚ (Národní památkový ústav, deutsch Nationale Denkmalbehörde) seit 1987 geführt wird und an die seit dem Jahr 1850 geschaffenen Listen anschließt.

## Denkmalgeschützte Objekte nach Ortsteilen

### Mutěnín
| Lage                             | Objekt             | Beschreibung | ÚSKP-Nr.                  | Bild           |
| -------------------------------- | ------------------ | ------------ | ------------------------- | -------------- |
| Mutěnín, Dorfplatz (Standort)    | Bartholomäuskirche |              | 44700/4-2153 Info Katalog | weitere Bilder |
| Mutěnín, vor dem Dorf (Standort) | Nepomuksäule       |              | 35315/4-2158 Info Katalog | weitere Bilder |